# Geusa
Geusa è una frazione della città tedesca di Merseburg, nel land della Sassonia-Anhalt.
Fino al 30 settembre 2010 era un comune autonomo.